# 한글 타자기
한글 타자기는 한글을 치기 위해 만들어진 타자기다. 

## 역사
최초의 모아쓰기 한글 타자기로는 1914년 경 재미교포인 이원익이 미국에서 7행식 스미스 프리미어 10호(Smith Premier 10) 타자기의 활자를 한글로 개조하여 만든 타자기가 꼽힌다. 이밖에도 호러스 그랜트 언더우드가 개발하여 1913년 미국 특허를 출원한 언더우드(Underwood) 타자기, 또다른 재미교포 목사였던 김준성이 만든 타자기 등이 최초의 한글 타자기들 중 하나로 언급된다.
이후 1929년 미국 유학생인 송기주에 의해 한글 타자기가 만들어져 《동아일보》 등의 주목을 받았으며, 1934년에는 언더우드 포터블(Underwood Portable) 타자기를 개조한 세로쓰기 타자기를 선보였다. 이 타자기 중 한 대를 현재 국립한글박물관이 현존하는 가장 오래된 한글 타자기로서 소장하고 있다. 그러나 이원익, 송기주 등의 타자기는 아직 타자기 수요가 많지 않았으며 한글을 어떻게 쓸 것인지에 대한 사회적·문화적 합의가 마련되어 있지 않은 일제 식민지기 조선에서 널리 보급되지 못했다.
해방 후인 1949년 안과 의사인 공병우가 최초로 가로 모아쓰기를 실용적으로 구현한 한글 타자기를 개발하였다. 이때의 타자기는 초성, 중성, 종성의 세벌식 글자판을 가지고 있었으며 1968년에는 기계식 한영 겸용 타자기를 발명하였다. 한편 1959년에는 김동훈식 5벌식(자음 2벌, 모음 2벌, 받침 1벌) 타자기가 실용화되었다. 1969년에는 대한민국정부가 표준자판을 제정하였으며 4벌식, 텔레타이프용 2벌식이 있었다. 국어학자 최현배의 호에서 이름을 딴 외솔타자기는 자음, 모음 한벌식으로 이루어져 있었으며 다시 자음, 모음, 받침의 세벌의 활자식이였다. 이때 벌어졌던 자판에 대한 논란은 이후 컴퓨터 자판 논란으로 이어졌다.

## 갤러리

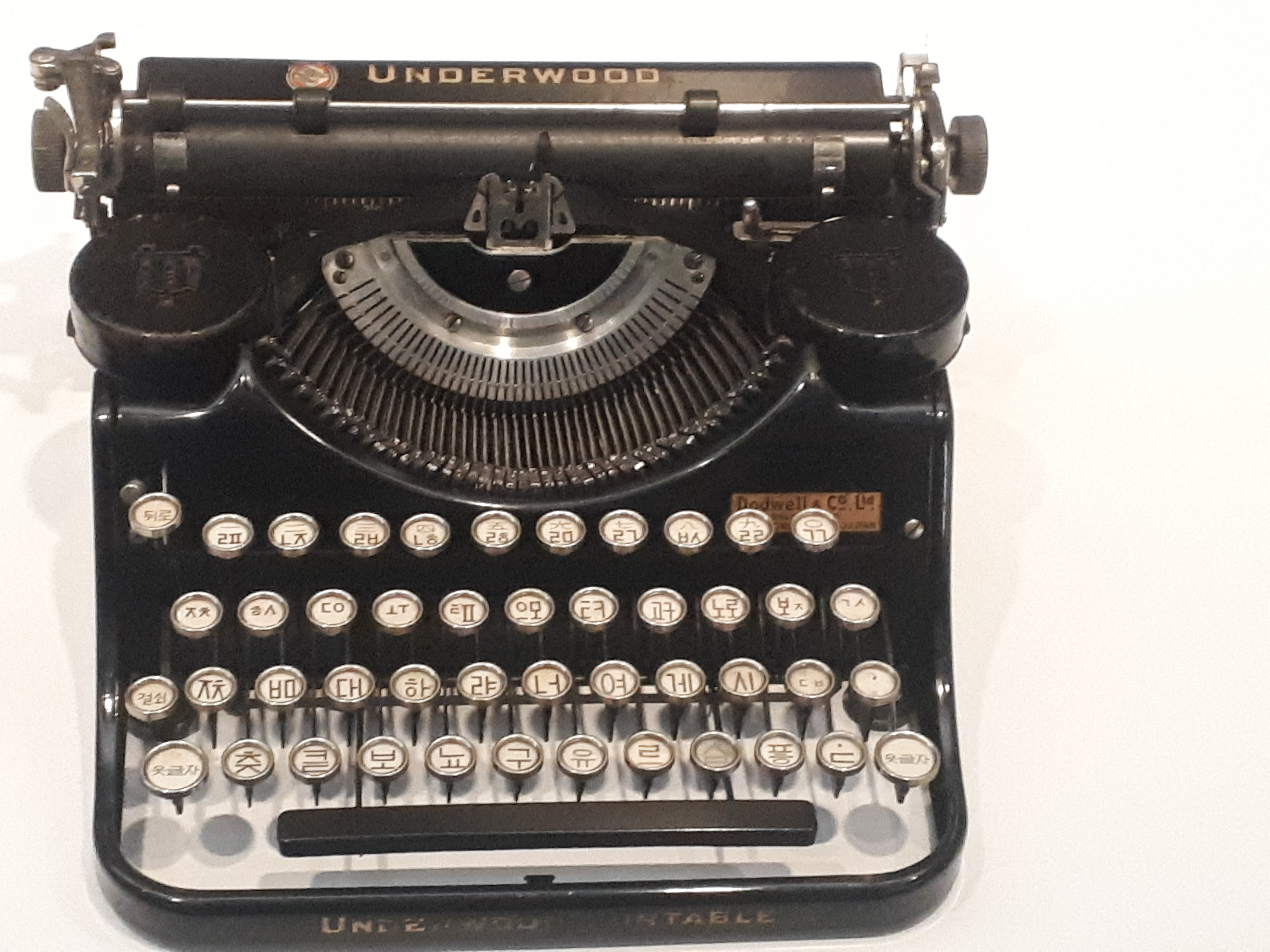
1933년 송기주가 만든 네벌식 타자기
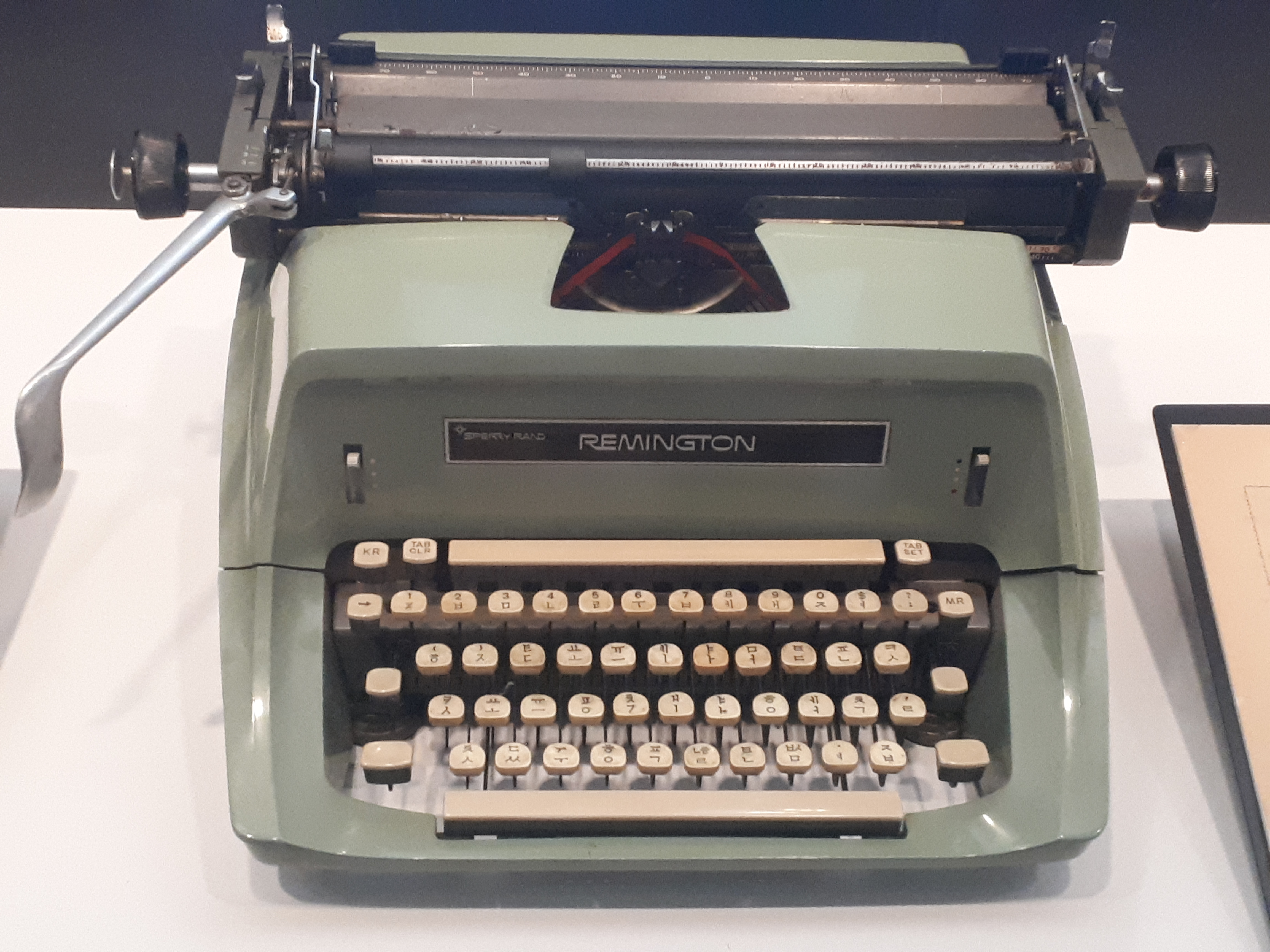
김동훈 다섯벌식 타자기
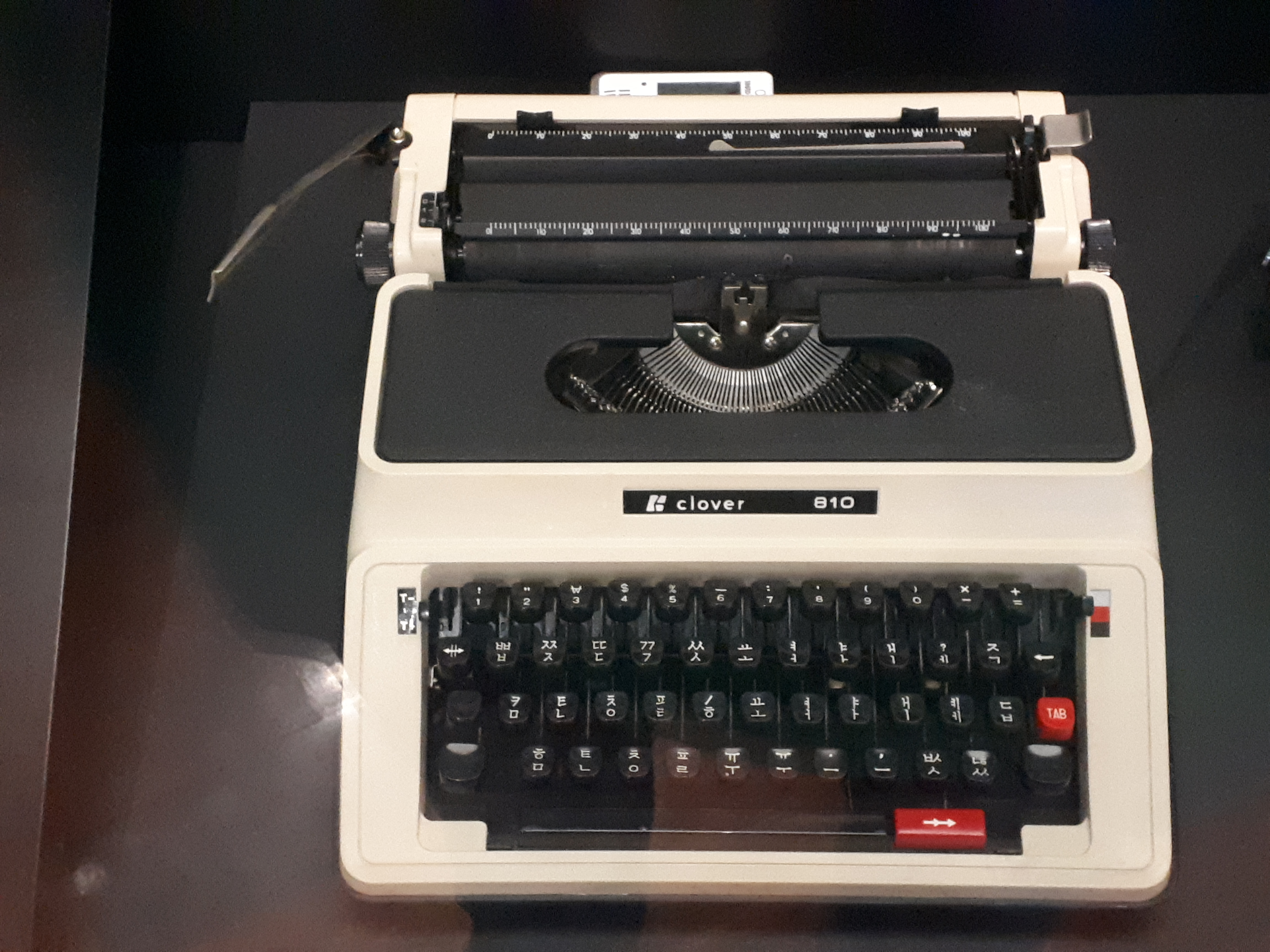
크로바 네벌식 타자기
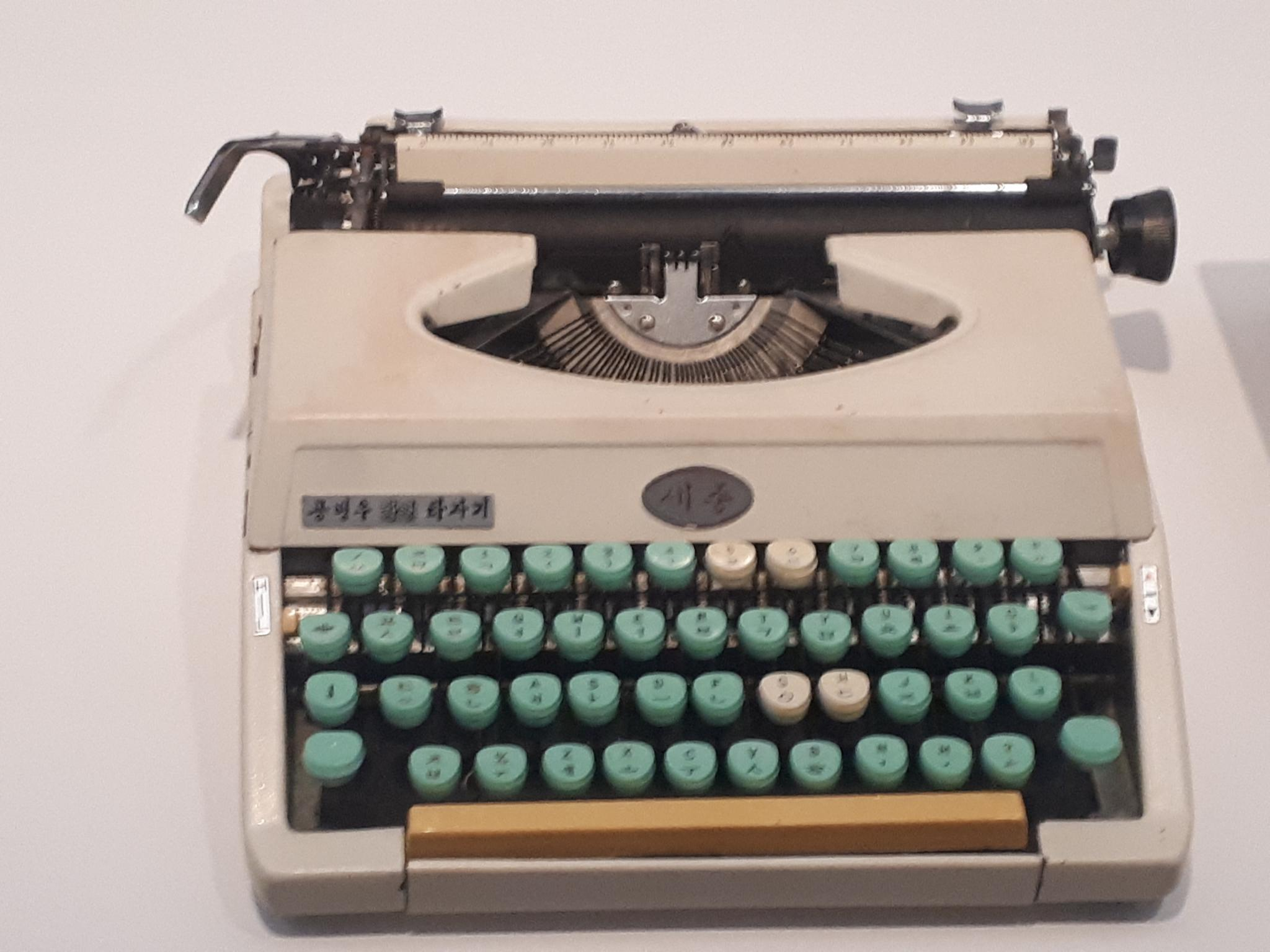
공병우 세벌식 한영타자기

## 참고 문헌
- 김태호 (2011). “'가장 과학적인 문자'와 근대 기술의 충돌: 초기 기계식 한글타자기 개발 과정의 문제들, 1914-1968”. 《한국과학사학회》 33 (3): 395-436.
- 김태호 (2023년 12월 1일). 《한글과 타자기: 한글 기계화의 기술, 미학, 역사》. 역사비평사. ISBN 9788976965844.